# Mame Ibra Touré
Mame Ibra Touré (ur. 23 kwietnia 1971) – piłkarz senegalski grający na pozycji pomocnika. W swojej karierze rozegrał 5 meczów w reprezentacji Senegalu.

## Kariera klubowa
Karierę piłkarską Touré rozpoczął w klubie AS Douanes z Dakaru. W jego barwach zadebiutował w pierwszej lidze senegalskiej. W 1997 roku wywalczył z nim mistrzostwo kraju oraz zdobył Puchar Senegalu.
W latach 1999–2002 Touré grał w ASEC Ndiambour z miasta Louga. W 2002 roku zdobył z nim Senegal Assemblée Nationale Cup, a następnie odszedł do ASC SONACOS, gdzie grał do 2006 roku, czyli do końca swojej kariery. W 2005 roku zdobył z Sonacos Senegal Assemblée Nationale Cup.

## Kariera reprezentacyjna
W reprezentacji Senegalu Touré zadebiutował w 1999 roku. W 2000 roku został powołany do kadry na Puchar Narodów Afryki 2000, na którym rozegrał 2 mecze: z Egiptem (0:1) i z Zambią (2:2). W kadrze narodowej od 1999 do 2000 roku rozegrał łącznie 5 mecze.